# System przechodzący
System przechodzący - sposób rozwiązania relacji między przęsłami nawy głównej a nawami bocznymi w kościele bazylikowym polegający na tym, że przęsła nawy głównej są tej samej długości, co naw bocznych. Zastąpił on wcześniejszy system wiązany.